# Martenshuis

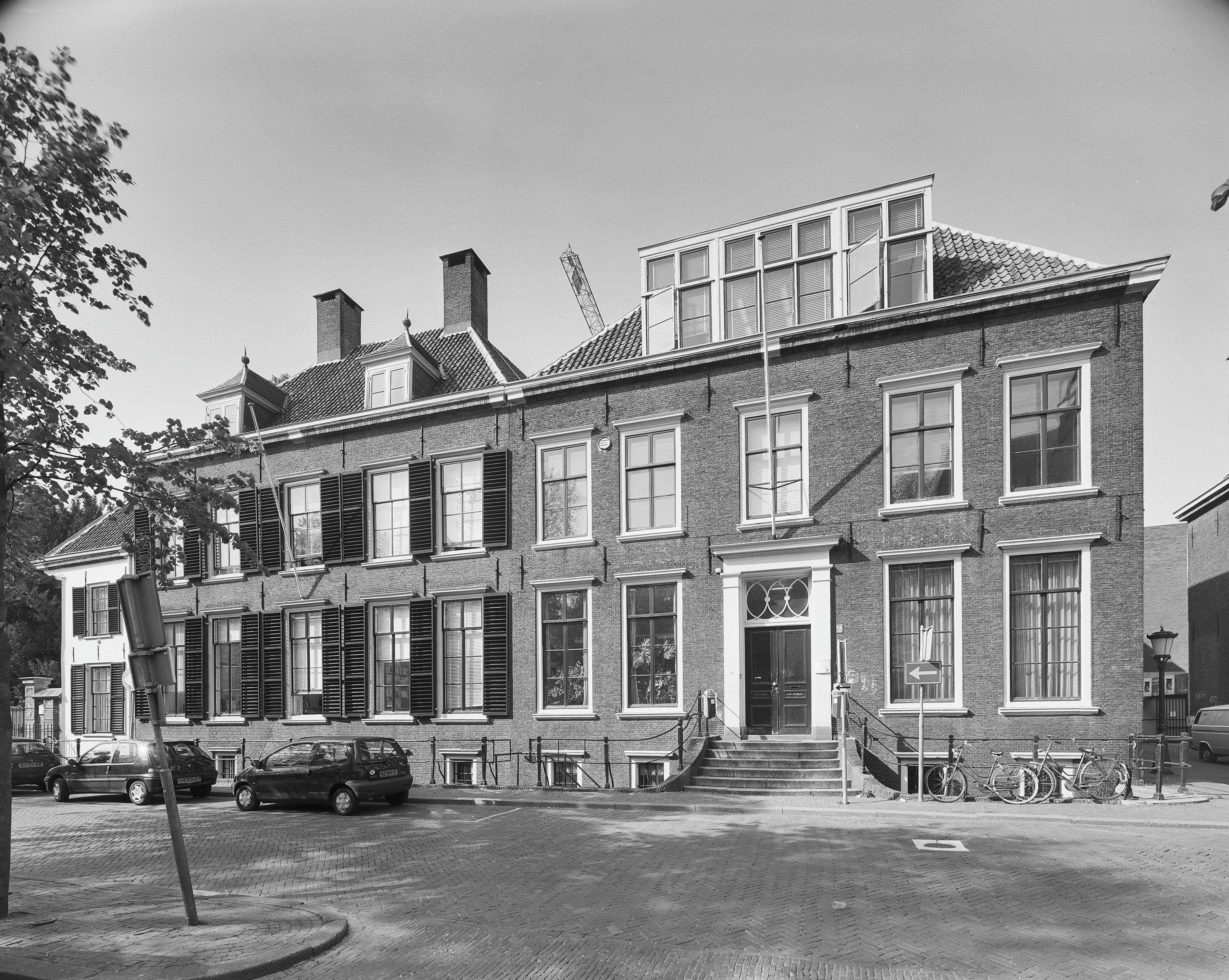
Links het Martenshuis, rechts het tegelijkertijd gebouwde huis dat nog de entree aan de voorzijde heeft

Het Martenshuis is een huis aan het Janskerkhof 16 te Utrecht dat even na 1661 tot stand kwam en tot 1972 in bezit bleef van de familie Martens.

## Geschiedenis
Aletta Pater (1641-1725) trouwde in 1663 met mr. Jacob Martens (1636-1693), raad en schepen van Utrecht en lid van de familie Martens. Bij dat huwelijk bracht zij ook een huis aan het Janskerkhof in dat bekend werd als het Martenshuis. In 1661 had haar voogd en zwager Johan van Nellesteyn (1617-1677), getrouwd met haar zus Hillegonda Pater, twee percelen gekocht van de Utrechtse burgemeester Cornelis Booth (1605-1678). Daarop werden twee huizen gebouwd, nummer 16 voor Aletta Pater, het andere vrijwel gelijke huis ernaast voor het echtpaar Van Nellesteyn-Pater.
Het huis werd gebouwd door de aannemers Ghijsbert Theunisz. van Vianen, Peter Jansz. van Cooten en stadstimmerman Melchior van den Bosch, en de bouw vergde bijna drie jaren. De bouw paste in de toen moderne stijl van het sobere classicisme met als voornaamste representanten Jacob van Campen en Daniël Stalpaert.
In verscheidene kamers hing de schilderijenverzameling die was opgebouwd door zijn vader Carel Martens (1602-1649) maar die werd aangevuld door Aletta Pater. Zij was namelijk de kleindochter van de Utrechtse schilder Joachim Wtewael (1566-1638) en via haar kwamen stukken, waaronder (zelf)portretten van Wtewael in de familie Martens. Ook meubels die naar familieoverlevering van de schilder afkomstig waren, zoals een kussenkast en een eetkamer, belandden in het Martenshuis.
Tot 1751 woonden kinderen en kleinkinderen van het echtpaar Martens-Pater in het huis. Toen verhuisde het echtpaar van Jacob Martens (1711-1757) naar een huurhuis in de nabij gelegen Boothstraat en ging het Martenshuis verhuren. Vanaf 1770 gingen leden van de familie Martens weer zelf in het huis wonen. In de loop der jaren werden verscheidene verbouwingen en moderniseringen aangebracht. Maar de belangrijkste verbouwing vond plaats in 1832 in opdracht van jhr. mr. Jacob Constantijn Martens van Sevenhoven (1793-1861). Die veranderingen betroffen de verplaatsing van de ingang naar de zijkant en de vergroting met die aanbouw. Die vergroting was mede noodzakelijk omdat het echtpaar Martens-Martens er een grootse levensstijl op nahield en grote ontvangsten hield. Ook werden hier moderniseringen doorgevoerd, bijvoorbeeld inzake verwarming en verlichting.
Een volgend familielid, jhr. mr. Jan Louis Anne Martens (1823-1909), verbouwde en moderniseerde opnieuw, en liet bijvoorbeeld de bijgebouwen (koetshuis en stalling) afbreken. Hij was in 1848 getrouwd met jkvr. Johanna Benjamina van Rappard (1825-1893) via wie het huis Velhorst in de familie Martens kwam en waardoor de plaats van het stadshuis minder belangrijk werd ten gunste van het verworven landgoed.
De laatste telg van het geslacht, jhr. Constant Martens (1889-1972), liet het stadshuis na aan de Vereniging Hendrick de Keyser en meubels en de schilderijenverzameling werden gelegateerd aan het Centraal Museum. Toen daar in 2015 de eerste overzichtstentoonstelling aan Joachim Wtewael werd gewijd, werden diens meubelstukken naast de schilderijen getoond, bijvoorbeeld de tafel die staat afgebeeld op het portret van zijn dochter Eva.

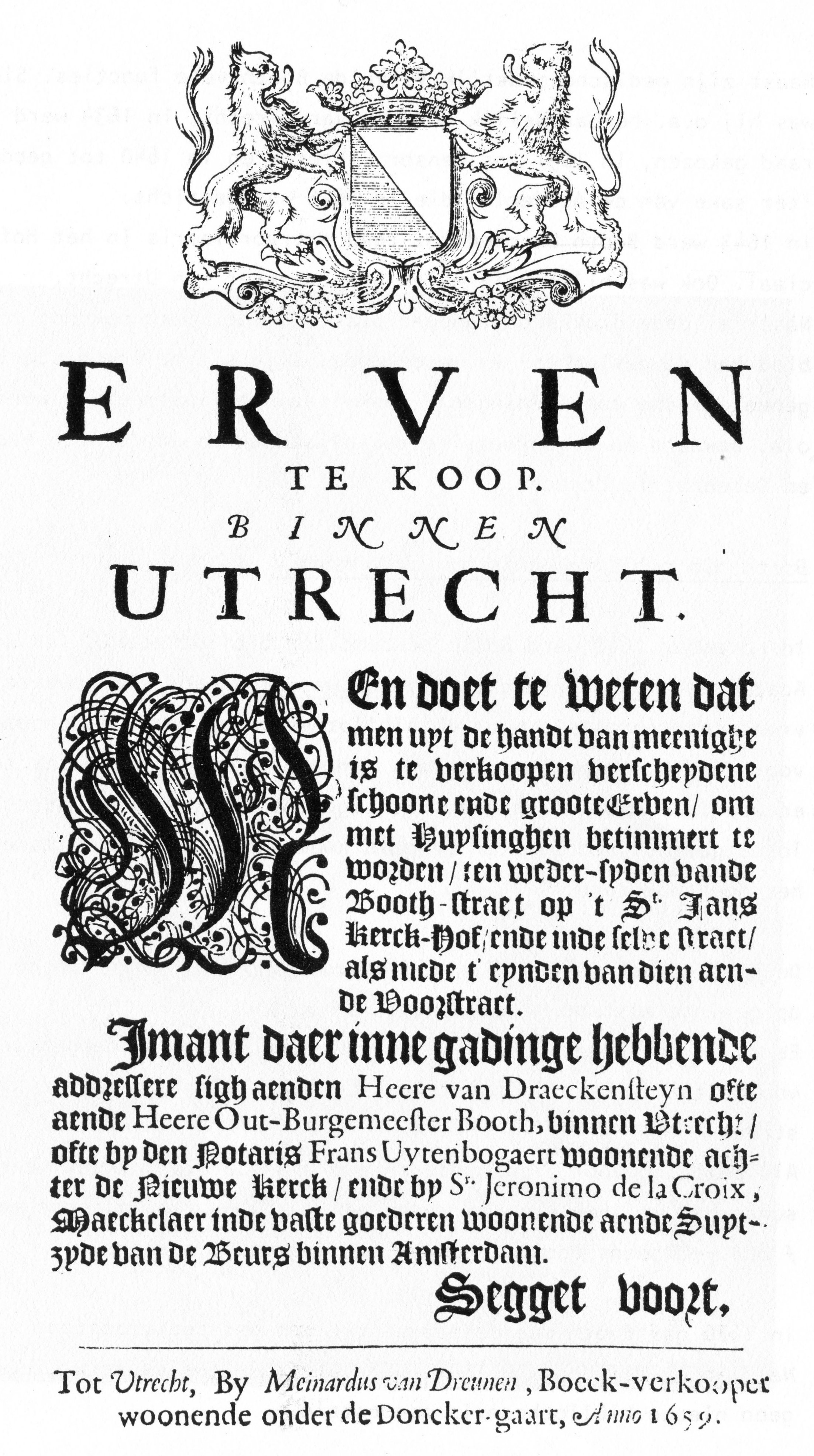
Aanplakbiljet uit 1659 waarin de verkoop aangekondigd wordt van "verscheydene schoone ende groote Erven om met Huysinghen betimmert te worden", waaronder aan het Janskerkhof door Cornelis Booth
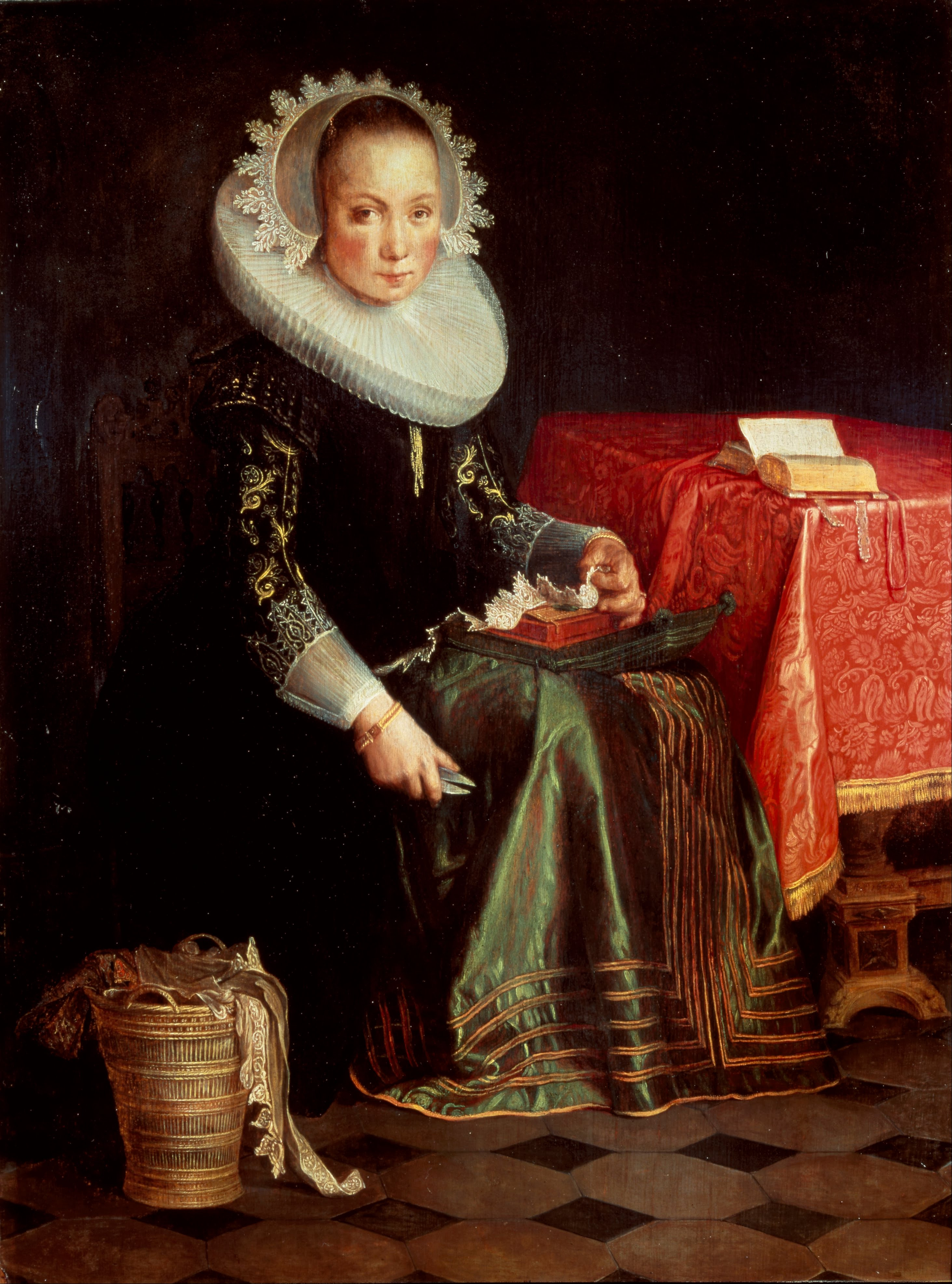
Portret van Eva Wtewael door Joachim Wtewael (met tafel uit het bezit van de schilder)